# Chêne-Arnoult
Chêne-Arnoult korábbi község (település) Franciaországban, Saône-et-Loire megyében. 2016. január 1-jén további 13 korábbi községgel egyesült és azokkal együtt Charny Orée de Puisaye új község része lett.
Lakosainak száma 108 fő (2018. január 1.). Chêne-Arnoult Douchy, Dicy, Fontenouilles, Charny, La Mothe-aux-Aulnaies és Douchy-Montcorbon községekkel határos.

## Népesség
A település népességének változása:
| Lakosok száma | 165  | 154  | 115  | 114  | 125  | 119  | 118  | 112  | 108  | 108  |
|               | 1962 | 1968 | 1975 | 1982 | 1990 | 2008 | 2013 | 2015 | 2017 | 2018 |